# Levi Lincoln (1749–1820)
Levi Lincoln (ur. 15 maja 1749 w Hingham w Massachusetts, zm. 14 kwietnia 1820 w Worcester w Massachusetts) – amerykański prawnik i polityk.

## Życiorys
W latach 1800–1801 reprezentował stan Massachusetts w Izbie Reprezentantów Stanów Zjednoczonych. W latach 1801–1805 pełnił funkcję prokuratora generalnego Stanów Zjednoczonych w gabinecie prezydenta Thomasa Jeffersona. W latach 1807 i 1808 był wicegubernatorem stanu Massachusetts, a w 1809 roku po śmierci ówczesnego gubernatora, Jamesa Sullivana został gubernatorem tego stanu. Jego dwaj synowie, Enoch Lincoln i Levi Lincoln, również reprezentowali stan Massachusetts w Izbie Reprezentantów Stanów Zjednoczonych.